# Крейг Дейвид
Крейг Ашли Дейвид (на английски: Craig Ashley David) е британски певец, рапър, диджей и продуцент.

## Биография
Дейвид е роден на 5 май 1981 г. в Саутхамптън, Хампшър. Майка му, Тина Лофтъс, е продавач-консултант, а баща му, Джордж Дейвид, е дърводелец. Баща му е с афро-гренадски произход, а майка му е с англо-еврейско потекло. Родителите му се разделят, когато той е на 8 години, а впоследствие е отгледан от майка си. Завършва колеж в родния си град.
В училище Дейвид е тормозен от съучениците си. През 2005 г. написва песента „Johnny“, която засяга този период от живота му. Бащата на Дейвид е басист в реге група. Като тийнейджър Дейвид придружава баща си в местните клубове, където понякога диджеите му дават да вземе микрофона.
Става известен към края на 1990-те години. Дебютният му албум „Born to Do It“ е издаден през 2000 г., след което издава още пет студийни албума и работи с редица други изпълнители като Стинг, Джей Шон и други. Дейвид влиза 20 пъти в класацията UK Top 40 за сингли и 7 пъти в класацията UK Top 40 за албуми, продавайки над 15 милиона копия по света като соло изпълнител.
Дейвид е бил номиниран общо 14 пъти за Brit Awards и два пъти за награда Грами.

## Дискография
- Born to Do It (2000)
- Slicker Than Your Average (2002)
- The Story Goes... (2005)
- Trust Me (2007)
- Signed Sealed Delivered (2010)
- Following My Intuition (2016)
- The Time Is Now (2018)
- 22 (2022)